# Nancy Donahue
Pour les articles homonymes, voir Donahue.
Nancy Donahue est un mannequin et actrice née le 16 février 1958 à Lowell, Massachusetts.